# Dead Boyz Don't Scream
Dead Boyz Don't Scream es una película estadounidense en formato Slasher, de género homoerótico y dramático, estrenada en 2006. La película tuvo la presencia de modelos masculinos populares en la revista Playgirl. 

## Argumento
La trama se basa en un grupo de modelos de zona rural que inician una nueva sección de fotos. Luego, tres jóvenes mantienen relaciones sexuales con una mujer, pero le es un fracaso al ver la reacción de esta, ya que exclama que fue lastimada. A medida que transcurren los días comienzan a aparecer varios cadáveres de los jóvenes y todo apunta a que las muertes están relacionadas con un asesino en serie. Sin embargo, los muchachos no se explican las razones de los crímenes y el miedo se apodera de ellos. El asesino no es visible, solo se ve los actos del crimen.

El fotógrafo Roz tomará una serie de fotografías en el lugar y se dispondrá a saber más del caso junto al investigador Van Dyke, el agente de modelos Tess y su novia. La película más tarde abarca escenas de asesinatos de los jóvenes, pero siendo asesinados con actos sexuales. 

## Reparto
- Christian Mousel como Christian.
- Monique Parent como Roz.
- Victoria Redstall como Tess Oster.
- Zak Velazquez como Anthony.
- Gina Marie como Van Dyke.
- Logan Hyliard como Todd.
- Maegan Stewart como el asesino.
- Reid Hutchins como Joey.
- Anthony Giraud como Jimmy.
- Catherine Wreford como Calliu.
- Aaron Mark como Peter Pudl.
- Ewan French como Deitret Pudl.
- Kenyetta Lethridge como Kimba.

## Reconocimiento
La película tuvo críticas mayormente negativas y se la trasmitió por varios show y festivales LGBT. A inicios de 2007, fue lanzada en formato DVD.